# China Open 1988
Die China Open 1988 im Badminton fanden vom 24. bis zum 28. August 1988 in Shanghai, Volksrepublik China, statt. Mit einem Preisgeld von 70.000 US-Dollar wurde das Turnier als 3-Sterne-Turnier in der Grand-Prix-Wertung eingestuft.

## Finalresultate
| Disziplin    | Sieger                        | Finalist                  | Ergebnis          |
| ------------ | ----------------------------- | ------------------------- | ----------------- |
| Herreneinzel | Zhao Jianhua                  | Ardy Wiranata             | 15:10, 15:8       |
| Dameneinzel  | Li Lingwei                    | Huang Hua                 | 11:1, 7:11, 11:9  |
| Herrendoppel | Li Yongbo Tian Bingyi         | Chen Hongyong Chen Kang   | 13:15, 15:8, 15:3 |
| Damendoppel  | Lin Ying Guan Weizhen         | Zhou Lei Sun Xiaoqing     | 15:8, 15:4        |
| Mixed        | Park Joo-bong Chung Myung-hee | Wang Pengren Shi Fangjing | 15:6, 15:5        |